# Stilb
Stilb (prema grč. στίλβη: sjaj; svijetljenje; oznaka sb) je stara mjerna jedinica svjetljivosti (luminancije). Stilb je naziv za kandelu po četvornom centimetru:
{\displaystyle 1\ \mathrm {sb} =1\ {\frac {\mathrm {cd} }{\mathrm {cm} ^{2}}}=10\,000\ \mathrm {nt} =10\,000\ {\frac {\mathrm {cd} }{\mathrm {m} ^{2}}}}

## Objašnjenje
Gledamo li direktno u nezaklonjenu električnu žarulju, ona nam blješti i brzo zamara očni živac, te čovjek gubi sposobnost razabiranja okolnih predmeta. Svaka površina koja svijetli, bez obzira na to je li ona sama izvor svjetlosti ili odbija (reflektira) svjetlo, ima izvjesnu svjetloću. Ta svjetloća može biti velika ili malena. Svjetloća Sunca je tako velika da u njega ne možemo gledati.
Pod svjetloćom Ls neke plohe P razumijeva se omjer između jakosti svjetlosti u dotičnom smjeru i projekcije te plohe na ravninu koja je okomita na zrake svjetlosti. Matematički se to može opisati kao:
{\displaystyle P'=P\cdot \cos \theta }
gdje je P’ za promatrača prividna veličina svjetleće plohe P. Pa je:
{\displaystyle L_{s}={\frac {I_{s}}{P\cdot \cos \theta }}}
Najveća će biti svjetloća kada je θ = 0, to jest u smjeru gledanja, koji je okomit na plohu. Mjerna jedinica za svjetloću je 1 nit (nt). Nit je svjetloća svjetleće plohe od 1 m2, koja u okomitom smjeru emitira jakost od 1 kandele. Prema tome:
{\displaystyle 1\ \mathrm {nt} =1\ {\frac {\mathrm {cd} }{\mathrm {m} ^{2}}}}
Veća jedinica je 1 stilb (sb):
{\displaystyle 1\ \mathrm {sb} =1\ {\frac {\mathrm {cd} }{\mathrm {cm} ^{2}}}=10\,000\ \mathrm {nt} }